# 偏角の原理

単純閉曲線 C (黒)、 f の零点（青）、f の極（赤）。このとき.

複素解析において、偏角の原理（へんかくのげんり、英: argument principle）（あるいはコーシーの偏角の原理 (Cauchy's argument principle)）は有理型関数の零点と極の個数の差を関数の対数微分の周回積分と結びつける。
具体的には、f(z) がある閉じた経路 C 上および内側で有理型関数で、f が C 上に零点も極ももたなければ、
{\displaystyle \oint _{C}{f'(z) \over f(z)}\,dz=2\pi i(N-P)}
ただし N と P はそれぞれ経路 C の内側の f(z) の零点と極の個数を各零点と極をそれぞれ重複度と位数をこめて数えたものを表す。定理のこのステートメントは閉経路 C が単純であること、すなわち自己交叉がないことと、反時計回りに向き付けられていることを仮定している。
より一般に、f(z) が複素平面の開集合 Ω 上の有理型関数で C が Ω 内の閉曲線で f のすべての零点と極を避け Ω の内側の点に可縮であるとする。各点 z ∈ Ω に対し、n(C, z) を z のまわりの C の回転数とする。このとき
{\displaystyle \oint _{C}{\frac {f'(z)}{f(z)}}\,dz=2\pi i\left(\sum _{a}n(C,a)-\sum _{b}n(C,b)\right)}
ただし最初の和は重複度も数えて f のすべての零点 a を渡り、二番目の和は位数も数えて f の極 b を渡る。

## 周回積分の解釈
周回積分 {\displaystyle \oint _{C}{\frac {f'(z)}{f(z)}}\,dz} を2通りに解釈できる：
- z が C を一周するときの f(z) の偏角の総変化量として。これは定理の名前を説明する。これは次から従う。

{\displaystyle {\frac {d}{dz}}\log(f(z))={\frac {f'(z)}{f(z)}}}
と、偏角と対数の間の関係。
- 2πi 掛ける原点の周りの道 f(C) の回転数として。これは代入 w = f(z) によって説明される：

{\displaystyle \oint _{C}{\frac {f'(z)}{f(z)}}\,dz=\oint _{f(C)}{\frac {1}{w}}\,dw}

## 偏角の原理の証明
zN を f のある零点とする。f(z) = (z − zN)kg(z)、ただし k は零点の重複度、と書くことができるので、g(zN) ≠ 0 である。
{\displaystyle f'(z)=k(z-z_{N})^{k-1}g(z)+(z-z_{N})^{k}g'(z)\,\!}
であり
{\displaystyle {f'(z) \over f(z)}={k \over z-z_{N}}+{g'(z) \over g(z)}.}
である。g(zN) ≠ 0 であるので、g' (z)/g(z) は zN で特異性をもたないことが従い、したがって zN で解析的であり、これは f' (z)/f(z) の zN における留数が k であることを意味する。
zP を f のある極とする。f(z) = (z − zP)−mh(z)、ただし m は極の位数、と書くことができ、
h(zP) ≠ 0 である。すると上記と同様に
{\displaystyle f'(z)=-m(z-z_{P})^{-m-1}h(z)+(z-z_{P})^{-m}h'(z)\,\!.}
であり
{\displaystyle {f'(z) \over f(z)}={-m \over z-z_{P}}+{h'(z) \over h(z)}}
である。h(zP) ≠ 0 なので h′(z)/h(z) は zP で特異性をもたないことが従い、したがってそれは zP で解析的である。
f′(z)/f(z) の zP における留数は −m であることがわかる。
これらを合わせて、f の重複度 k の各零点 zN は留数 k の
f′(z)/f(z) の一位の極を作り、f の位数 m の各極 zP は留数 −m の f′(z)/f(z) の一位の極を作る。さらに、f′(z)/f(z) は他に極をもたずしたがって他の留数をもたないことが示せる。
留数定理によって C についての積分は 2πiと留数の和の積である。また、各零点 zN に対する k たちの和は零点の重複度も数えた零点の個数であり、極も同様で、したがって結果が成り立つ。

## 応用と結果
偏角の原理は有理型関数の零点と極をコンピューターで効率的に位置を決めるために使うことができる。誤差を丸めたとしても式 {\displaystyle {1 \over 2\pi i}\oint _{C}{f'(z) \over f(z)}\,dz} は整数に近い結果を生み出す。異なる経路 C に対してこれらの整数を決定することによって零点と極の位置についての情報を得ることができる。リーマン予想の数値テストはこのテクニックをクリティカルラインと交わる長方形の内部のリーマンの {\displaystyle \xi (s)} 関数の零点の個数の上界を得るために使う。
ルーシェの定理の証明は偏角の原理を使う。
Feedback control theory に関する現代的な本はかなり頻繁に偏角の原理を Nyquist stability criterion の理論的基礎として用いる。
偏角の原理のより一般的な定式化の結果は、次のようなものである。同じ仮定の下で、g が Ω の解析的関数であれば、
{\displaystyle {\frac {1}{2\pi i}}\oint _{C}g(z){\frac {f'(z)}{f(z)}}\,dz=\sum _{a}n(C,a)g(a)-\sum _{b}n(C,b)g(b).}
例えば、f が多項式で単純閉曲線 C の内部に零点 z1, ..., zp をもち g(z) = zk であれば
{\displaystyle {\frac {1}{2\pi i}}\oint _{C}z^{k}{\frac {f'(z)}{f(z)}}\,dz=z_{1}^{k}+z_{2}^{k}+\dots +z_{p}^{k},}
は f の根の power sum symmetric polynomial である。
別の結果は、複素積分
{\displaystyle \oint _{C}f(z){g'(z) \over g(z)}\,dz}
を g と f の適切な選択に対して計算すれば、離散和とその積分の間の関係を表す Abel–Plana formula:
{\displaystyle \sum _{n=0}^{\infty }f(n)-\int _{0}^{\infty }f(x)\,dx=f(0)/2+i\int _{0}^{\infty }{\frac {f(it)-f(-it)}{e^{2\pi t}-1}}\,dt.}

## 一般化された偏角の原理
偏角の原理からすぐ出る一般化がある。g は領域 {\displaystyle \Omega } で解析的とする。このとき
{\displaystyle \oint _{C}{f'(z) \over f(z)}g(z)\,dz=2\pi i\left(\sum _{a}g(a)n(C,a)-\sum _{b}g(b)n(C,b)\right)}
ただし最初の和は再び 重複度も数えて f のすべての零点 a を渡り、二番目の和は再び位数も数えて f の極 b を渡る。

## 歴史
Frank Smithies の本 (Cauchy and the Creation of Complex Function Theory, Cambridge University Press, 1997, p. 177) によると、Augustin-Louis Cauchy はフランスから逃げて（当時 the Kingdom of Piedmont-Sardinia の首都だった） Turin に自ら亡命していた間 1831 年11月27日に上記と類似の定理を発表した。しかしながら、この本によると、零点のみが言及されていて、極はされていなかった。コーシーによるこの定理はかなり後になって1974年に手書きの形式で出版されただけでありかなり読むのが難しい。コーシーは零点と極両方について議論した論文を1855年、彼の死の2年前に出版した。